# Spartium junceum
Spartium, del griego clasico σπάρτον (spárton), "cuerda", es un género monotípico de plantas con flores perteneciente a la familia Fabaceae. Su única especie: Spartium junceum, llamada retama de olor, gayomba, gallomba, ginesta o ginestra es una planta perenne, leguminosa, arbusto nativo del Mediterráneo en el sur de Europa, sudoeste de Asia, noroeste de África, ubicado en sitios soleados, usualmente suelos áridos y arenosos. Bastante popular. Es la única especie del género Spartium, muy relacionado con otros arbustos de los géneros Chamaecytisus, Cytisus, Genista.

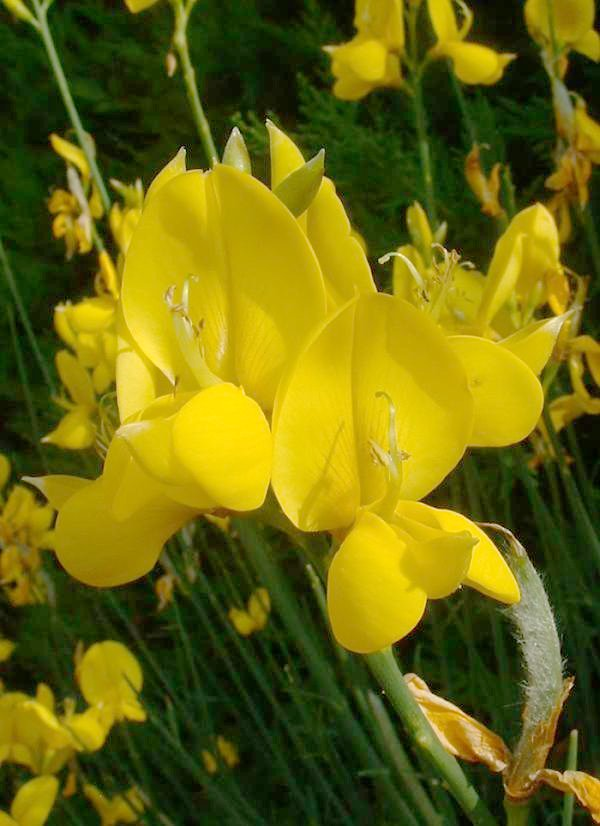
Flores

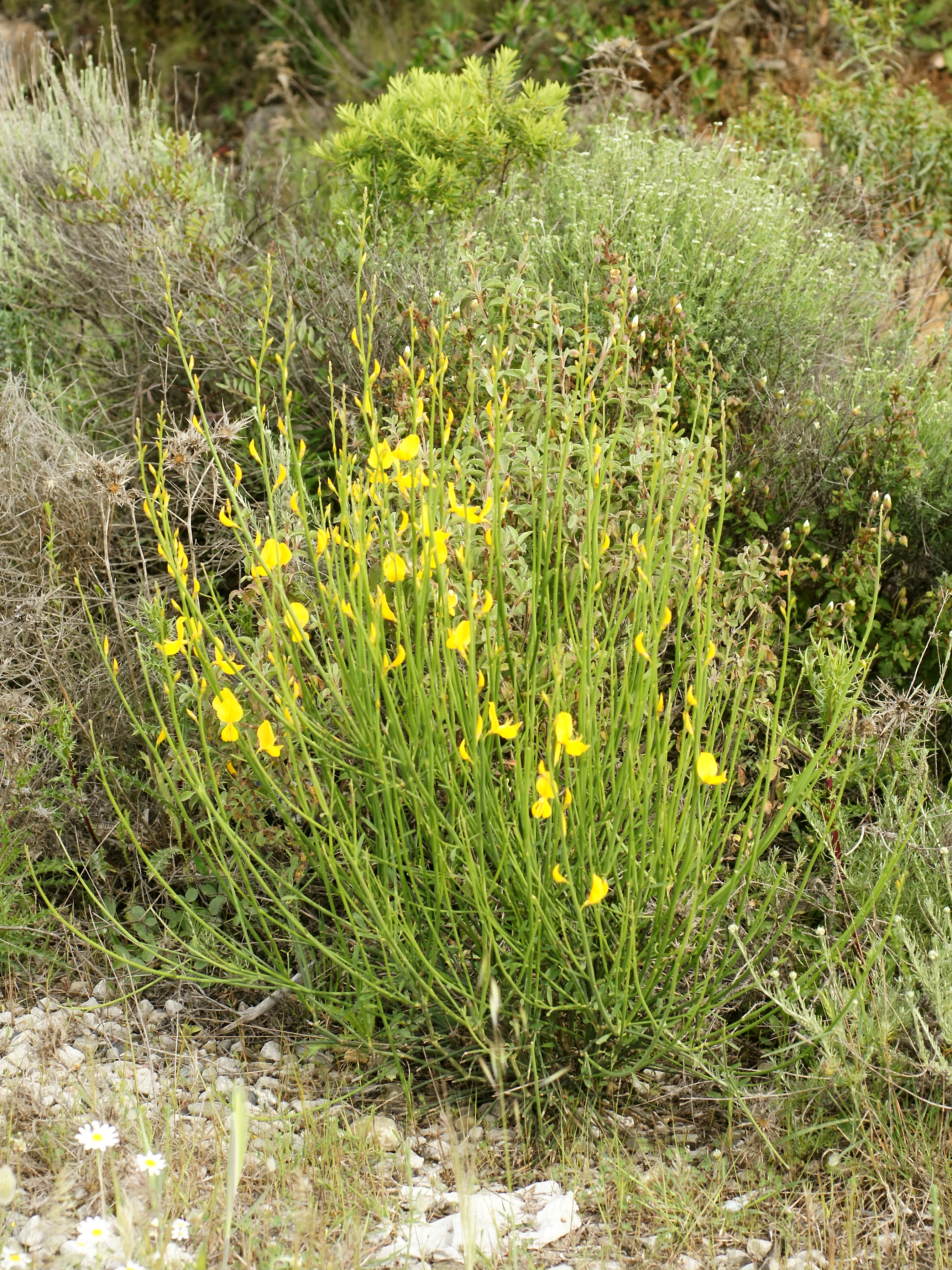
En su hábitat

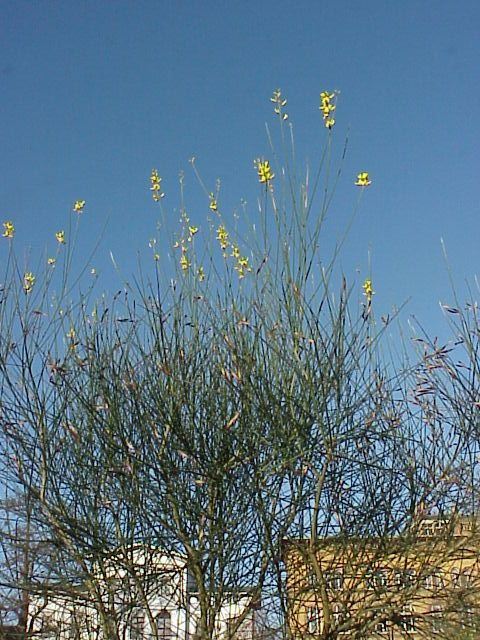
Frutos

## Descripción
Típicamente crece de 2 a 4 m de altura, raramente 5 m, con tallos centrales, numerosos, de más de 5 cm de espesor, raramente 1 dm. Es de crecer en matas, mata juncácea, con pequeñas hojas de 1-3 cm de longitud y 2-4 mm de ancho; caducifolias, las hojas son poco importantes para la planta, ya que mucha fotosíntesis se hace en las varas (una estrategia de conservación de agua en clima árido). A fines de primavera y estío se cubre de flores profusas, fragantes, amarillas intenso de 2 cm de ancho. A fines de verano, sus legumbres (vainas de semillas) maduran en color marrón, 4-8 cm de long., 6-8 mm de ancho y 2-3 mm de espesor; hacen dehiscencia frecuentemente con un audible «crac», desparramando las semillas desde el arbusto parental. Bastante popular.

## Como especie invasora
Ha sido ampliamente introducido en otras áreas, llegando a ser nociva (especie invasora) tóxica en lugares con clima mediterráneo tales como California, Oregón, Chile y Argentina central, Uruguay, sudeste de Australia, e incluso islas Canarias.
A pesar de ser una especie autóctona de España, no lo es de todas sus regiones. Así, en Canarias se comporta como especie exótica invasora. Debido a su potencial colonizador y constituir una amenaza grave para las especies autóctonas, los hábitats o los ecosistemas, esta especie ha sido incluida en el Catálogo Español de Especies Exóticas Invasoras, regulado por el Real Decreto 630/2013, de 2 de agosto, estando prohibida en Canarias su introducción en el medio natural, posesión, transporte, tráfico y comercio.

## Taxonomía
Spartium junceum fue descrita por   Carlos Linneo   y publicado en Species Plantarum 2: 708. 1753.
Etimología
Spartium nombre científico que deriva del griego spartion, voz para designar a distintas plantas productoras de fibras textiles y empleadas para hacer ataduras. Del griego Soarton 'liga'.
junceum: epíteto latíno que significa "como un junco".
Citología
Números cromosomáticos de Spartium junceum  (Fam. Leguminosae) y táxones infraespecificos: 2n=48-52
Sinonimia
- Genista juncea (L.) Scop., Fl. Carniol. ed. 2 2: 50 (1771)
- Spartianthus junceus (L.) Link, Enum. Hort. Berol. Alt. 2: 223 (1822)
- Cytisus junceus (L.) Vuk. in Rad Jugosl. Akad. Zagreb 31: 103 (1875)
- Genista odorata Moench, Methodus 144 (1794), nom. illeg.
- Spartium odoratum (Moench) Dulac, Fl. Hautes-Pyrénées 273 (1867)
- Genista acutifolia (Lindl.) Spach in Ann. Sci. Nat., Bot. ser. 3 3: 156 (1845)
- Spartium acutifolium Lindl. in Bot. Reg. 23: 1974 (1837)
- Genista americana (Steud.) Spach in Ann. Sci. Nat., Bot. ser. 3 3: 157 (1845), nom. illeg.
- Spartium americanus (Steud.) Meyen, Observ. Bot. 1: 445 (1843), nom. illeg.
- Spartianthus americanus Steud., Nomencl. Bot. ed. 2 2: 614 (1841), nom. nud.
- Genista odoratissima (D.Don ex Steud.) Spach in Ann. Sci. Nat., Bot. ser. 3 3: 155 (1845), nom. nud.
- Spartium odoratissimum D. Don ex Steud., Nomencl. Bot. ed. 2, 2: 615 (1840), nom. nud.[6]

## Importancia económica y cultural
Tradicionalmente ha sido empleada como fibra, especialmente en el atado de las vides. Al tratarse de una leguminosa también se ha empleado como seto por su virtud de fijar el nitrógeno atmosférico. 
La planta también se utiliza como un saborizante, y por su aceite esencial, conocido como ''genêt absolu'', es decir retama absoluta. Sus fibras se han utilizado para la tela y que produce un color amarillo colorante. Las ramas se utilizan para fabricar escobas.
En Bolivia, Perú y demás países sudamericanos, se la conoce como retama, y se ha vuelto muy invasora en algunas áreas. Es muy usada como planta ornamental, muy vista en La Paz. La retama se ha hecho un camino en la botánica de las etnias aymara y quechua, entre las que se piensa que protege contra el mal, probablemente bajo la influencia de similares tradiciones de origen español. Espigas florales de retama se guardan en la casa, y los vendedores callejeros dejan sus ramos en sus barracas cuando cierran al anochecer.  
En Perú, la canción Flor de Retama es un huayno que hace referencia al color amarillo de la flor y a la Rebelión de Huanta de 1969.

### Farmacología
En trabajos realizados en ratones normoglicémicos en la Facultad de Química de Uruguay, se comprobó la acción hipoglucemiante de la infusión de flores de retama. En Turquía las flores se han venido utilizando desde la medicina tradicional para tratar las úlceras y estudios de 1999 y 2000 en ese país han identificado una saponina que brinda las propiedades anti ulcerosas de la planta.

### Toxicología
Los efectos tóxicos derivan de los alcaloides que se encuentran en todas las partes de la planta (ramas, semillas, etc.). Provocan inicialmente una estimulación transitoria de receptores colinérgicos nicotínicos seguido de una inhibición persistente por desensibilización. Por otra parte, la esparteína presenta un efecto sobre el corazón, reduciendo la sensibilidad y la conductividad del músculo cardiaco.
Las manifestaciones varían en función de la dosis, la vía de exposición y el tiempo transcurrido. Incluyen irritación de la mucosa oral y faríngea, hipersalivación, vómitos, dolor abdominal y diarrea. En los casos más graves pueden presentar síntomas neurológicos (midriasis, cefalea, delirio/confusión mental y convulsiones) e hipotensión, bradicardia y coma. 
Se han descrito pocos casos, algunos de ellos por la ingesta accidental de diversas partes de la planta en niños.

## Nombres comunes
- En España: Canarios, gayomba, gayombo, gayumba, genista de España, hiniestra, retama, retama de flor, retama de los jardines, retama de olor, retama macho[6]
- En Perú: Retama, qarwash, inca pancara, talhui[17]

## Galería

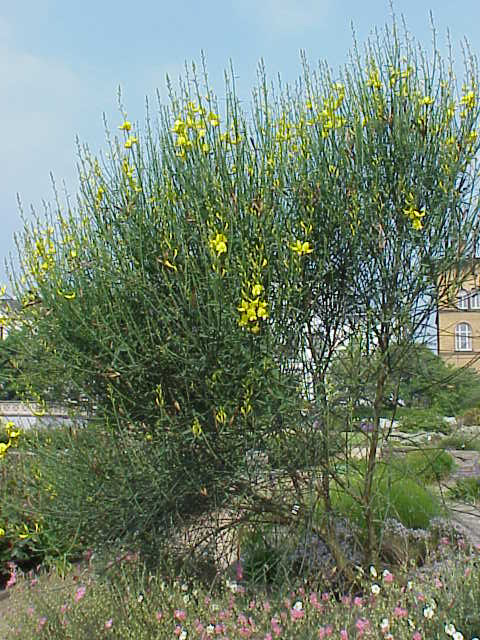
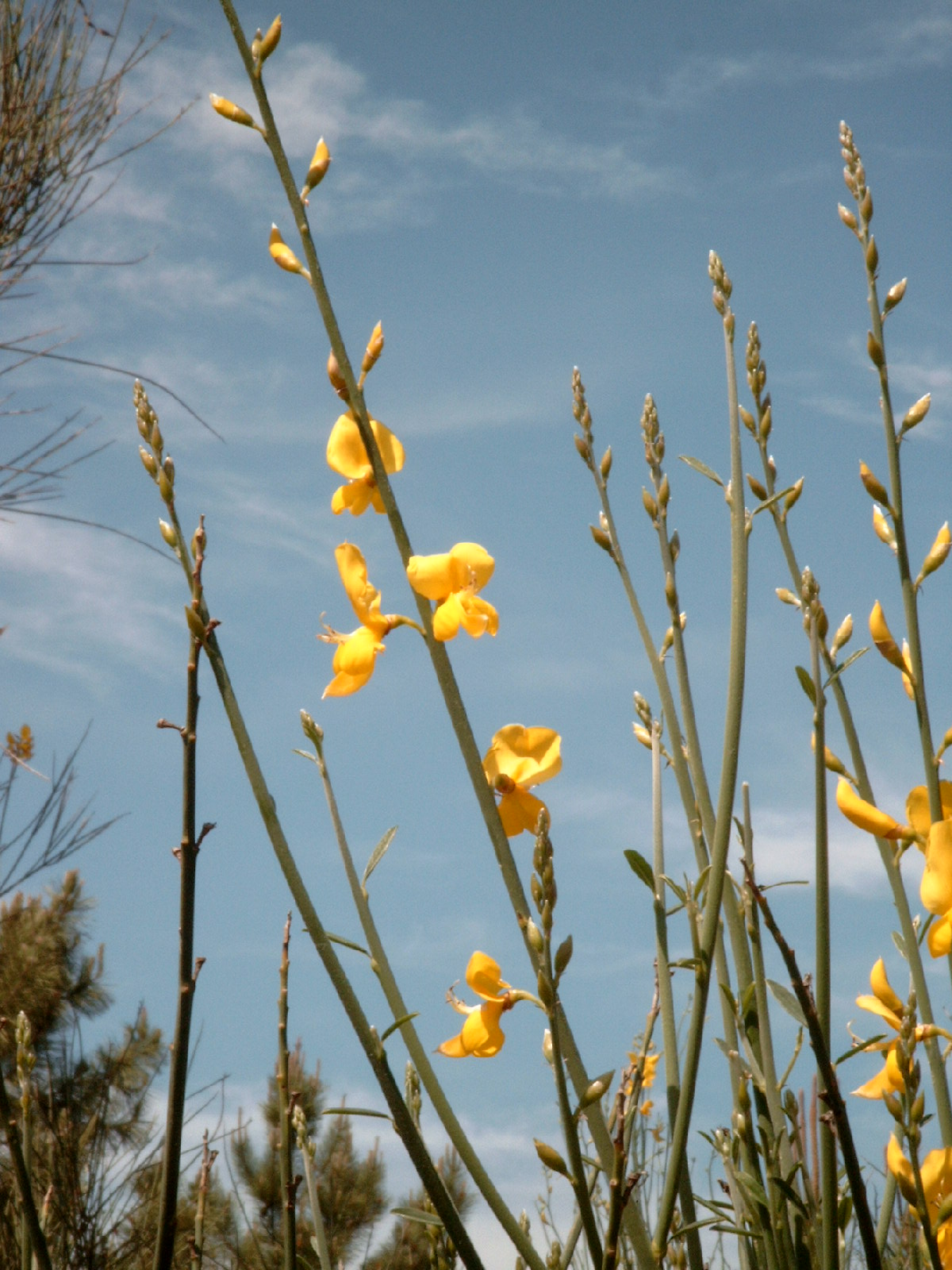
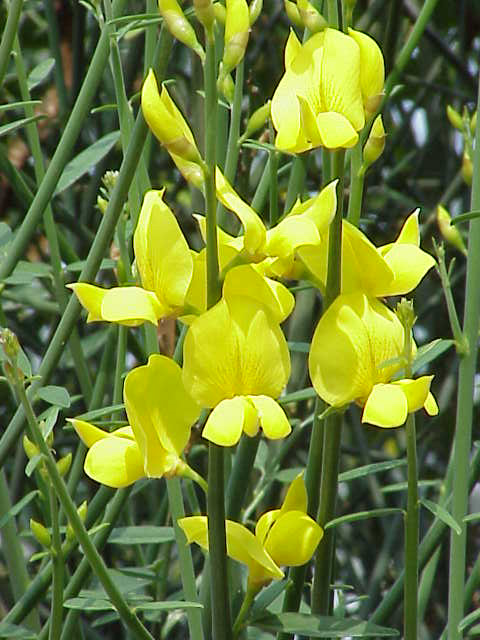
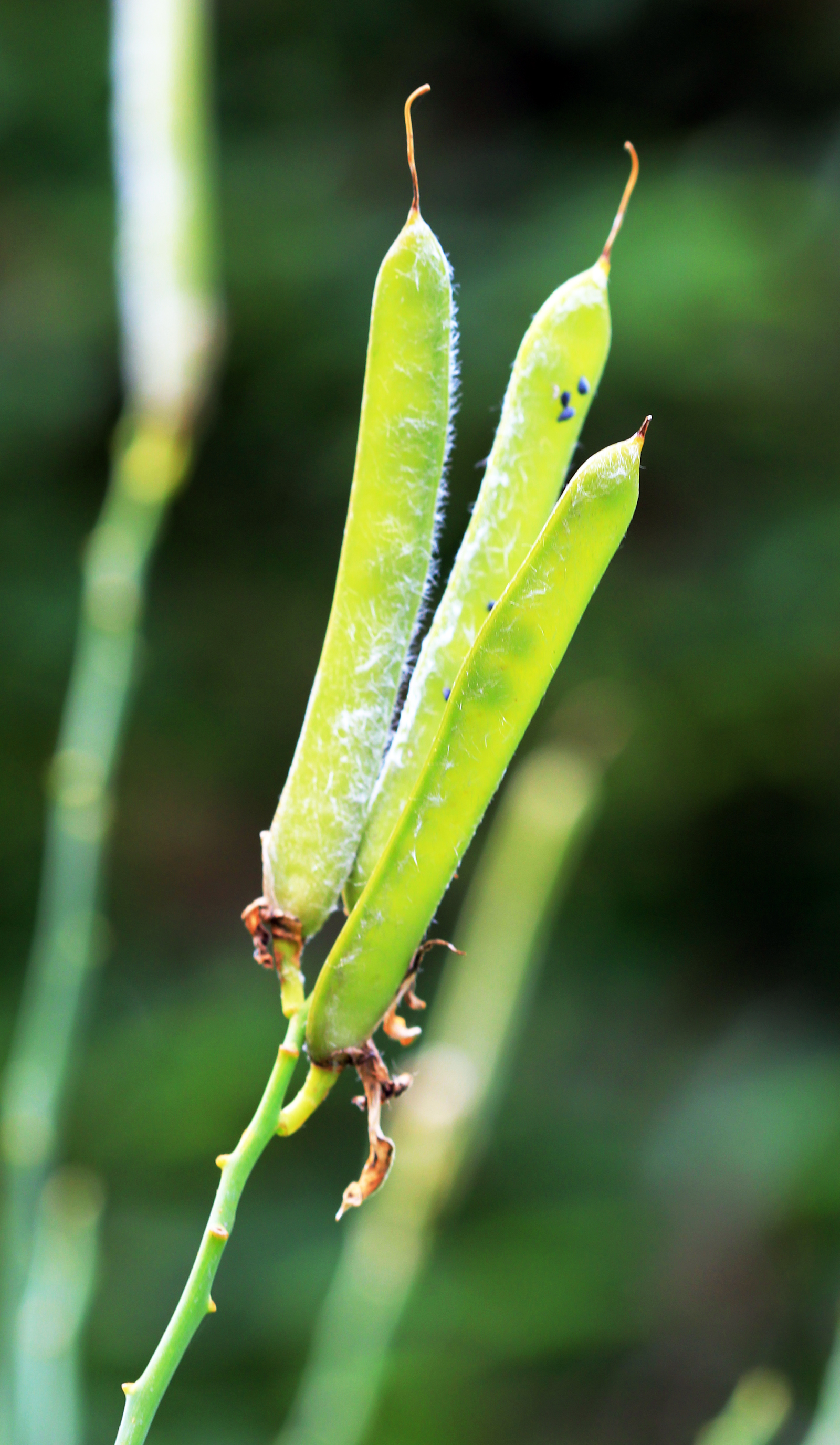
Legumbres

### Genérica
1. Species Plantarum 2:708.  1753
2. Perdomo Molina, Antonio y Cubas Hernéndez, Fátima (2002). “Las fibras vegetales utilizadas tradicionalmente en el cultivo de la viña en Canarias. Una visión etnográfica y geográfica”. IV Jornadas Técnicas Vitivinícolas de Canarias
3. Greuter, W. et al. (Eds.) (1989) Med-Checklist Vol. 4 (published)
4. Heywood, V.H. & Ball, P.W. (1968) Leguminosae. In: Flora Europaea Vol. 2. ed. Tutin, T.G. et al.
5. Linnaeus, C. von (1753) Sp. Pl.
6. Czerepanov, S.K. (1981) Plantae Vasculares, URSS. Leningrad.
7. Sanjappa, M (1992). Legumes of India (en inglés). Bishen Singh Mahendra Pal Singh. OCLC 690876908. Consultado el 2 de mayo de 2019.

1. Polhill, R, M. (1990) Legumineuses. In: Flore des Mascareignes, Vol 80. J. Bosser et a
2. Ali, S.I. (1977) Papilion. In: Flora of West Pakistan, No 100.
3. Grierson, A. J. C.; Long, D. G.; Noltie, Henry J.; Pearce, Nicholas R. (1987). Flora of Bhutan : including a record of plants from Sikkim / 1,3.. Royal Botanic Garden. ISBN 0950427063. OCLC 159818862. Consultado el 2 de mayo de 2019.

1. Rudd, V.E. (1991) A Revised Handbook of the Flora of Ceylon 7: 108-381.
2. Grossheim, A.A. (1952) Flora Kavkaza, Vol. 5. Moscow, Leningrad. (Rus)

### Específica
- Roxana Castañeda; Harol Gutiérrez; Élida Carrillo; Alejandrina Sotelo (2017). «Leguminosas (Fabaceae) silvestres de uso medicinal del distrito de Lircay,  provincia de Angaraes (Huancavelica, Perú)». Boletín Latinoamericano y del Caribe de Plantas Medicinales y Aromáticas 16 (2). ISSN 0717-7917. Consultado el 2 de mayo de 2019.

- Ayala Pérez, Erika (2014). «Efecto genotóxico in vitro de plantas medicinales antibacterianas Spartium junceum L. "retama", Caesalpinia spinosa (Molina) Kuntze "tara" y Eucaliptus globulus Labill "eucalipto". Ayacucho - 2013». Tesis para optar el Título Profesional de Químico Farmacéutica. Universidad Nacional de San Cristóbal de Huamanga (Ayacucho). Consultado el 4 de mayo de 2019.

- Cerchiara, Teresa; Blaiotta, Giuseppe; Straface, Vittoria S.; Belsito, Emilia; Liguori, Angelo; Luppi, Barbara; Bigucci, Federica; Chidichimo, Giuseppe (2013). «Biological Activity of Spartium junceum L. (Fabaceae) Aromatic Water». Natural Resources 04 (03): 229-234. ISSN 2158-706X. doi:10.4236/nr.2013.43029. Consultado el 2 de mayo de 2019.

- Cerchiara, Teresa; Straface, Serafina V.; Chidichimo, Giuseppe; Belsito, Emilia L.; Liguori, Angelo; Luppi, Barbara; Bigucci, Federica; Zecchi, Vittorio (2012). «Spartium Junceum Aromatic Water: Chemical Composition and Antitumor Activity». Natural Product Communications (en inglés) 7 (1): 1934578X1200700. ISSN 1934-578X. doi:10.1177/1934578X1200700143. Consultado el 2 de mayo de 2019.

- Cerchiara, T.; Chidichimo, G.; Ragusa, M.I.; Belsito, E.L.; Liguori, A.; Arioli, A. (2010). «Characterization and utilization of Spanish Broom (Spartium junceum L.) seed oil». Industrial Crops and Products (en inglés) 31 (2): 423-426. doi:10.1016/j.indcrop.2009.11.003. Consultado el 2 de mayo de 2019.

- Leporatti, Maria Lucia; Impieri, Massimo (2007). «Ethnobotanical notes about some uses of medicinal plants in Alto Tirreno Cosentino area (Calabria, Southern Italy)». Journal of Ethnobiology and Ethnomedicine (en inglés) 3 (1). ISSN 1746-4269. PMC 2222047. PMID 17983476. doi:10.1186/1746-4269-3-34. Consultado el 2 de mayo de 2019.

- Menghini, Luigi; Massarelli, Paola; Bruni, Giancarlo; Pagiotti, Rita (2006-9). «Anti-Inflammatory and Analgesic Effects of Spartium junceum L. Flower Extracts: A Preliminary Study». Journal of Medicinal Food (en inglés) 9 (3): 386-390. ISSN 1096-620X. doi:10.1089/jmf.2006.9.386. Consultado el 2 de mayo de 2019.